# Maximilian Hejny
Maximilian Hejny (* 8. Juli 2001) ist ein deutscher Handballspieler.

## Karriere
Maximilian Hejny spielte in der Jugend für den HBW Balingen-Weilstetten und die Rhein-Neckar Löwen. 2020 wechselte er zum Erstligisten Frisch Auf Göppingen, lief aber hauptsächlich über ein Zweitspielrecht für den Drittligisten TV Plochingen auf. Ab 2022 stand er im Kader der SG BBM Bietigheim. Mit Bietigheim gelang ihm 2024 der Aufstieg in die 1. Bundesliga. Im Sommer 2025 wechselte er zum Zweitligisten TUSEM Essen.

## Privates
Hejny studiert Bauingenieurswesen.